# Liste des titres musicaux numéro un en Allemagne en 1969
Cette page liste les titres numéro un dans les meilleures ventes de disques en Allemagne pour l'année 1969 selon Media Control Charts.
Les classements sont issus des 100 meilleures ventes de singles et des 100 meilleures ventes d'albums. Ils se déroulent du vendredi au jeudi, et sont publiés le mardi par l'industrie musicale allemande.

## Classement des singles
| №  | Date         | Artiste                       | Titre                                    |
| -- | ------------ | ----------------------------- | ---------------------------------------- |
| 1  | 4 janvier    | Heintje                       | Heidschi Bumbeidschi                     |
| 2  | 11 janvier   | Heintje                       | Heidschi Bumbeidschi                     |
| 3  | 18 janvier   | Barry Ryan                    | Eloise                                   |
| 4  | 25 janvier   | Barry Ryan                    | Eloise                                   |
| 5  | 1er février  | Barry Ryan                    | Eloise                                   |
| 6  | 8 février    | Barry Ryan                    | Eloise                                   |
| 7  | 15 février   | Barry Ryan                    | Eloise                                   |
| 8  | 22 février   | Barry Ryan                    | Eloise                                   |
| 9  | 1er mars     | The Beatles                   | Ob-La-Di, Ob-La-Da                       |
| 10 | 8 mars       | The Beatles                   | Ob-La-Di, Ob-La-Da                       |
| 11 | 15 mars      | The Beatles                   | Ob-La-Di, Ob-La-Da                       |
| 12 | 22 mars      | The Beatles                   | Ob-La-Di, Ob-La-Da                       |
| 13 | 29 mars      | Donovan                       | Atlantis                                 |
| 14 | 5 avril      | Donovan                       | Atlantis                                 |
| 15 | 12 avril     | Peter Alexander               | Liebesleid                               |
| 16 | 19 avril     | Peter Alexander               | Liebesleid                               |
| 17 | 26 avril     | Peter Alexander               | Liebesleid                               |
| 18 | 3 mai        | Tommy James and the Shondells | Crimson and Clover                       |
| 19 | 10 mai       | Heintje                       | Ich sing ein Lied für Dich               |
| 20 | 17 mai       | Heintje                       | Ich sing ein Lied für Dich               |
| 21 | 24 mai       | The Beatles                   | Get Back                                 |
| 22 | 31 mai       | The Beatles                   | Get Back                                 |
| 23 | 7 juin       | Roy Black                     | Das Mädchen Carina                       |
| 24 | 14 juin      | Roy Black                     | Das Mädchen Carina                       |
| 25 | 21 juin      | Roy Black                     | Das Mädchen Carina                       |
| 26 | 28 juin      | Desmond Dekker                | The Israelites                           |
| 27 | 5 juillet    | Desmond Dekker                | The Israelites                           |
| 28 | 12 juillet   | The Beatles                   | The Ballad of John and Yoko              |
| 29 | 19 juillet   | The Beatles                   | The Ballad of John and Yoko              |
| 30 | 26 juillet   | The Beatles                   | The Ballad of John and Yoko              |
| 31 | 2 août       | Edwin Hawkins Singers         | Oh Happy Day                             |
| 32 | 9 août       | Edwin Hawkins Singers         | Oh Happy Day                             |
| 33 | 16 août      | Edwin Hawkins Singers         | Oh Happy Day                             |
| 34 | 23 août      | Edwin Hawkins Singers         | Oh Happy Day                             |
| 35 | 30 août      | Elvis Presley                 | In the Ghetto                            |
| 36 | 6 septembre  | Elvis Presley                 | In the Ghetto                            |
| 37 | 13 septembre | Zager and Evans               | In the Year 2525 (Exordium and Terminus) |
| 38 | 20 septembre | Zager and Evans               | In the Year 2525 (Exordium and Terminus) |
| 39 | 27 septembre | Zager and Evans               | In the Year 2525 (Exordium and Terminus) |
| 40 | 4 octobre    | Zager and Evans               | In the Year 2525 (Exordium and Terminus) |
| 41 | 11 octobre   | Zager and Evans               | In the Year 2525 (Exordium and Terminus) |
| 42 | 18 octobre   | Zager and Evans               | In the Year 2525 (Exordium and Terminus) |
| 43 | 25 octobre   | Christian Anders              | Geh nicht vorbei                         |
| 44 | 1er novembre | The Archies (en)              | Sugar, Sugar                             |
| 45 | 8 novembre   | The Archies (en)              | Sugar, Sugar                             |
| 46 | 15 novembre  | The Archies (en)              | Sugar, Sugar                             |
| 47 | 22 novembre  | The Archies (en)              | Sugar, Sugar                             |
| 48 | 29 novembre  | The Archies (en)              | Sugar, Sugar                             |
| 19 | 6 décembre   | The Beatles                   | Come Together / Something                |
| 50 | 13 décembre  | The Beatles                   | Come Together / Something                |
| 51 | 19 décembre  | The Archies                   | Sugar, Sugar                             |
| 52 | 26 décembre  | The Archies                   | Sugar, Sugar                             |

## Classement des albums
| №  | Date         | Artiste         | Titre                       |
| -- | ------------ | --------------- | --------------------------- |
| 1  | 4 janvier    | Heintje         | Heintje                     |
| 2  | 11 janvier   | Heintje         | Heintje                     |
| 3  | 18 janvier   | Heintje         | Heintje                     |
| 4  | 25 janvier   | Heintje         | Heintje                     |
| 5  | 1er février  | The Beatles     | The Beatles (album)         |
| 6  | 8 février    | The Beatles     | The Beatles (album)         |
| 7  | 15 février   | The Beatles     | The Beatles (album)         |
| 8  | 22 février   | The Beatles     | The Beatles (album)         |
| 9  | 1er mars     | The Beatles     | The Beatles (album)         |
| 10 | 8 mars       | The Beatles     | The Beatles (album)         |
| 11 | 15 mars      | The Beatles     | The Beatles (album)         |
| 12 | 22 mars      | The Beatles     | The Beatles (album)         |
| 13 | 29 mars      | The Beatles     | The Beatles (album)         |
| 14 | 5 avril      | Karel Gott      | Die goldene Stimme aus Prag |
| 15 | 12 avril     | Karel Gott      | Die goldene Stimme aus Prag |
| 16 | 19 avril     | Karel Gott      | Die goldene Stimme aus Prag |
| 17 | 26 avril     | Karel Gott      | Die goldene Stimme aus Prag |
| 18 | 3 mai        | Heintje         | Heintje                     |
| 19 | 10 mai       | Heintje         | Heintje                     |
| 20 | 17 mai       | Heintje         | Heintje                     |
| 21 | 24 mai       | Heintje         | Heintje                     |
| 22 | 31 mai       | James Last      | Non Stop Dancing 8          |
| 23 | 7 juin       | James Last      | Non Stop Dancing 8          |
| 24 | 14 juin      | James Last      | Non Stop Dancing 8          |
| 25 | 21 juin      | James Last      | Non Stop Dancing 8          |
| 26 | 28 juin      | James Last      | Non Stop Dancing 8          |
| 27 | 5 juillet    | James Last      | Non Stop Dancing 8          |
| 28 | 12 juillet   | James Last      | Non Stop Dancing 8          |
| 29 | 19 juillet   | James Last      | Non Stop Dancing 8          |
| 30 | 26 juillet   | James Last      | Non Stop Dancing 8          |
| 31 | 2 août       | Udo Jürgens     | Udo Live                    |
| 32 | 9 août       | Udo Jürgens     | Udo Live                    |
| 33 | 16 août      | Udo Jürgens     | Udo Live                    |
| 34 | 23 août      | Udo Jürgens     | Udo Live                    |
| 35 | 30 août      | Bande Originale | Hair                        |
| 36 | 6 septembre  | Bande Originale | Hair                        |
| 37 | 13 septembre | Bande Originale | Hair                        |
| 38 | 20 septembre | Bande Originale | Hair                        |
| 39 | 27 septembre | Bande Originale | Hair                        |
| 40 | 4 octobre    | Heintje         | Ich sing ein Lied für Dich  |
| 41 | 11 octobre   | Heintje         | Ich sing ein Lied für Dich  |
| 42 | 18 octobre   | Heintje         | Ich sing ein Lied für Dich  |
| 43 | 25 octobre   | Heintje         | Ich sing ein Lied für Dich  |
| 44 | 1er novembre | The Beatles     | Abbey Road                  |
| 45 | 8 novembre   | The Beatles     | Abbey Road                  |
| 46 | 15 novembre  | The Beatles     | Abbey Road                  |
| 47 | 22 novembre  | The Beatles     | Abbey Road                  |
| 48 | 29 novembre  | James Last      | Non Stop Dancing 9          |
| 19 | 6 décembre   | James Last      | Non Stop Dancing 9          |
| 50 | 13 décembre  | James Last      | Non Stop Dancing 9          |
| 51 | 19 décembre  | James Last      | Non Stop Dancing 9          |
| 52 | 26 décembre  | The Beatles     | Abbey Road                  |